# ترزا گو
ترزا گو (به انگلیسی: Theresa Goh) (زادهٔ ۱۶ فوریهٔ ۱۹۸۷) شناگر اهل سنگاپور است.